# Herbert Rösch
Herbert Rösch (* 3. Juni 1943 in Loslau) ist ein deutscher Kommunalpolitiker und Fußballfunktionär. Von 1997 bis 2005 war er Oberbürgermeister von Ostfildern. Von 2003 bis 2015 war er Präsident des Württembergischen Fußballverbands.
Am 17. Dezember 1975 wurde Rösch zum Beigeordneten des Ostfilderner Bürgermeisters Gerhard Koch gewählt. Als Erster Bürgermeister mit den Dezernaten Kultur, Soziales und Ordnung gestaltete er die Entwicklung der jungen Stadt Ostfildern an maßgeblicher Stelle. Er gewann am 23. März 1997 mit 76,07 Prozent der abgegebenen Stimmen die Wahl zum neuen Oberbürgermeister von Ostfildern. Seit 1992 wirkt er im Vorstand der Erich und Liselotte Gradmann-Stiftung mit und vertritt in der Geschäftsführung der Demenz Support Stuttgart gGmbH die Gradmann-Stiftung als einzige Gesellschafterin. Rösch wurde im Juli 2003 zum neuen Präsidenten des Württembergischen Fußballverbands gewählt. Im Mai 2004 gab er seinen Verzicht auf eine Kandidatur für eine zweite Amtszeit als Oberbürgermeister bei den Wahlen in Ostfildern im folgenden Jahr bekannt. Der damalige Ministerpräsident Günther Oettinger überreichte Rösch am 10. Januar 2006 das Bundesverdienstkreuz am Bande. Am 3. Juni 2013 wurde Rösch anlässlich seines 70. Geburtstags das Ehrenbürgerrecht der Stadt Ostfildern verliehen.